# Філіп Склейтер
Філіп Латлі Склейтер (англ. Philip Lutley Sclater; 1829–1913) — британський юрист та орнітолог. Визначив основні зоогеографічні регіони світу. 42 роки пропрацював секретарем Зоологічного товариства Лондона (1860—1902).

## Біографія
Філіп Склейтер народився в Гемпширі в аристократичній родині. У віці тринадцять років поступив до Вінчестерського коледжу, згодом в Коледж Тіла Христового (Оксфорд), де вивчав орнітологію під керівництвом Г'ю Едвіна Стрікланда. Потім вивчав право. У 1856 році мандрівав Сполученими Штатами.
У 1857 році Склейтер опублікував доповідь, в якій вказував на межу, яка розділяє Індонезійський архіпелаг на азійську та австралійську біоти. Цю межу він назвав лінією Воллеса на честь британського натураліста Альфреда Рассела Воллеса. У 1858 році опублікував статтю, у якій поділив Землю на шість зоогеографічних регіонів: палеарктичний, ефіопський, індійський, австралійський, неарктичний і неотропічний. Цей поділ використовується досі. Він також розробив теорію про існування у минулому континенту Лемурія, пояснюючи подібність фауни Мадагаскару та Індії. У 1901 році зі шкури та двох черепів описав окапі, хоча живою тварину йому не судилося бачити.
Філіп Склейтер зібрав величезну колекцію птахів (до 9000 екземплярів), яка зберігається у Британському музеї.